# 24450 Victorchang
24450 Victorchang è un asteroide della fascia principale. Scoperto nel 2000, presenta un'orbita caratterizzata da un semiasse maggiore pari a 2,9568598 UA e da un'eccentricità di 0,1185729, inclinata di 2,40264° rispetto all'eclittica.